# Sezonul de Formula 1 din 2022 - Presezon
Testele de presezon pentru Sezonul de Formula 1 din 2022 au fost două serii a câte trei sesiuni desfășurate pe Circuitul Catalunya din Barcelona, Spania, și pe Circuitul Internațional Bahrain din Sakhir, Bahrain, în vederea pregătirii echipelor pentru noul sezon. Prima serie s-a desfășurat în perioada 23-25 februarie, iar cea de a doua serie între 10-12 martie, cu o săptămână înainte de începerea sezonului propriu-zis. Deși, în mod normal testele de presezon se desfășoară în doar 3 zile, pentru acest sezon FIA a decis să aloce 6 zile de teste, împărțite în 3 zile pe două circuite, în vederea introducerii unor modificări semnificative în reglementările tehnice ale sportului.

## Prima serie (Barcelona)
Aceasta a avut loc în perioada 23-25 februarie pe Circuitul Catalunya. Ea s-a desfășurat „în privat”, nefiind televizată.

### Prima zi: 23 februarie
Lando Norris a pus McLaren pe primul loc în Barcelona cu cel mai rapid timp în ultima oră de rulare în prima zi la primul test de presezon din 2022.
| Poz. | Nr. | Pilot            | Constructor           | Timpi    | Tururi |
| ---- | --- | ---------------- | --------------------- | -------- | ------ |
| 1    | 4   | Lando Norris     | McLaren-Mercedes      | 1:19,568 | 101    |
| 2    | 16  | Charles Leclerc  | Ferrari               | +0,597s  | 80     |
| 3    | 55  | Carlos Sainz Jr. | Ferrari               | +0,848s  | 73     |
| 4    | 63  | George Russell   | Mercedes              | +1,216s  | 77     |
| 5    | 44  | Lewis Hamilton   | Mercedes              | +1,361s  | 50     |
| 6    | 5   | Sebastian Vettel | Aston Martin-Mercedes | +1,708s  | 52     |
| 7    | 22  | Yuki Tsunoda     | AlphaTauri-Red Bull   | +2,070s  | 121    |
| 8    | 14  | Fernando Alonso  | Alpine-Renault        | +2,178s  | 127    |
| 9    | 1   | Max Verstappen   | Red Bull Racing       | +2,678s  | 147    |
| 10   | 77  | Valtteri Bottas  | Alfa Romeo-Ferrari    | +3,004s  | 23     |
| 11   | 23  | Alexander Albon  | Williams-Mercedes     | +3,192s  | 66     |
| 12   | 47  | Mick Schumacher  | Haas-Ferrari          | +3,394s  | 23     |
| 13   | 18  | Lance Stroll     | Aston Martin-Mercedes | +3,759s  | 67     |
| 14   | 6   | Nicholas Latifi  | Williams-Mercedes     | +3,811s  | 66     |
| 15   | 9   | Nikita Mazepin   | Haas-Ferrari          | +4,937s  | 20     |
| 16   | 88  | Robert Kubica    | Alfa Romeo-Ferrari    | +6,341s  | 9      |

### A doua zi: 24 februarie
Charles Leclerc de la Ferrari a fost în fruntea clasamentului în ziua a 2-a a testelor de la Barcelona, o zi care a fost marcată de două steaguri roșii cauzate de incidente separate pentru Sergio Pérez de la Red Bull și Nikita Mazepin de la Haas.
| Poz. | Nr. | Pilot            | Constructor           | Timpi    | Tururi |
| ---- | --- | ---------------- | --------------------- | -------- | ------ |
| 1    | 16  | Charles Leclerc  | Ferrari               | 1:19,689 | 79     |
| 2    | 10  | Pierre Gasly     | AlphaTauri-Red Bull   | +0,229s  | 147    |
| 3    | 3   | Daniel Ricciardo | McLaren-Mercedes      | +0,599s  | 126    |
| 4    | 63  | George Russell   | Mercedes              | +0,848s  | 66     |
| 5    | 55  | Carlos Sainz Jr. | Ferrari               | +0,857s  | 71     |
| 6    | 5   | Sebastian Vettel | Aston Martin-Mercedes | +1,095s  | 74     |
| 7    | 11  | Sergio Pérez     | Red Bull Racing       | +1,741s  | 78     |
| 8    | 9   | Nikita Mazepin   | Haas-Ferrari          | +1,823s  | 42     |
| 9    | 23  | Alexander Albon  | Williams-Mercedes     | +1,842s  | 47     |
| 10   | 24  | Zhou Guanyu      | Alfa Romeo-Ferrari    | +2,196s  | 71     |
| 11   | 6   | Nicholas Latifi  | Williams-Mercedes     | +2,205s  | 61     |
| 12   | 18  | Lance Stroll     | Aston Martin-Mercedes | +2,231s  | 55     |
| 13   | 47  | Mick Schumacher  | Haas-Ferrari          | +2,260s  | 66     |
| 14   | 31  | Esteban Ocon     | Alpine-Renault        | +2,475s  | 125    |
| 15   | 77  | Valtteri Bottas  | Alfa Romeo-Ferrari    | +2,599s  | 21     |
| 16   | 44  | Lewis Hamilton   | Mercedes              | +2,873s  | 40     |

### A treia zi: 25 februarie
Lewis Hamilton de la Mercedes a stabilit cel mai rapid timp al săptămânii în ultima zi de presezon la Barcelona, după ce cinci steaguri roșii au trunchiat sesiunea de dimineață, iar Pirelli a efectuat un test de anvelope pe vreme umedă la începutul după-amiezii.
| Poz. | Nr. | Pilot            | Constructor           | Timpi    | Tururi |
| ---- | --- | ---------------- | --------------------- | -------- | ------ |
| 1    | 44  | Lewis Hamilton   | Mercedes              | 1:19,138 | 94     |
| 2    | 63  | George Russell   | Mercedes              | +0,095s  | 66     |
| 3    | 11  | Sergio Pérez     | Red Bull Racing       | +0,418s  | 74     |
| 4    | 1   | Max Verstappen   | Red Bull Racing       | +0,618s  | 59     |
| 5    | 5   | Sebastian Vettel | Aston Martin-Mercedes | +0,686s  | 48     |
| 6    | 16  | Charles Leclerc  | Ferrari               | +0,693s  | 44     |
| 7    | 55  | Carlos Sainz Jr. | Ferrari               | +0,934s  | 92     |
| 8    | 23  | Alexander Albon  | Williams-Mercedes     | +1,180s  | 94     |
| 9    | 6   | Nicholas Latifi  | Williams-Mercedes     | +1,561s  | 13     |
| 10   | 3   | Daniel Ricciardo | McLaren-Mercedes      | +1,652s  | 86     |
| 11   | 4   | Lando Norris     | McLaren-Mercedes      | +1,689s  | 52     |
| 12   | 14  | Fernando Alonso  | Alpine-Renault        | +2,104s  | 12     |
| 13   | 24  | Zhou Guanyu      | Alfa Romeo-Ferrari    | +2,801s  | 41     |
| 14   | 10  | Pierre Gasly     | AlphaTauri-Red Bull   | +3,331s  | 40     |
| 15   | 9   | Nikita Mazepin   | Haas-Ferrari          | +7,091s  | 9      |
| 16   | 77  | Valtteri Bottas  | Alfa Romeo-Ferrari    | +11,295s | 10     |

## A doua serie (Sakhir)
Aceasta a avut loc în perioada 10-12 martie pe Circuitul Internațional Bahrain, acolo unde o săptămână mai târziu va avea loc prima cursă a sezonului.

### Prima zi: 10 martie
Pierre Gasly a fost cel mai rapid pentru AlphaTauri în ziua 1 a testului oficial de presezon din Bahrain, în fața perechii de la Ferrari, Carlos Sainz Jr. și Charles Leclerc.
| Poz. | Nr. | Pilot              | Constructor           | Timpi    | Tururi |
| ---- | --- | ------------------ | --------------------- | -------- | ------ |
| 1    | 10  | Pierre Gasly       | AlphaTauri-Red Bull   | 1:33,902 | 102    |
| 2    | 55  | Carlos Sainz Jr.   | Ferrari               | +0,457s  | 52     |
| 3    | 16  | Charles Leclerc    | Ferrari               | +0,629s  | 64     |
| 4    | 18  | Lance Stroll       | Aston Martin-Mercedes | +0,834s  | 50     |
| 5    | 23  | Alexander Albon    | Williams-Mercedes     | +1,168s  | 104    |
| 6    | 4   | Lando Norris       | McLaren-Mercedes      | +1,454s  | 49     |
| 7    | 77  | Valtteri Bottas    | Alfa Romeo-Ferrari    | +1,593s  | 66     |
| 8    | 5   | Sebastian Vettel   | Aston Martin-Mercedes | +1,804s  | 39     |
| 9    | 63  | George Russell     | Mercedes              | +2,039s  | 59     |
| 10   | 11  | Sergio Pérez       | Red Bull Racing       | +2,075s  | 137    |
| 11   | 44  | Lewis Hamilton     | Mercedes              | +2,463s  | 62     |
| 12   | 14  | Fernando Alonso    | Alpine-Renault        | +2,843s  | 24     |
| 13   | 31  | Esteban Ocon       | Alpine-Renault        | +2,866s  | 42     |
| 14   | 24  | Zhou Guanyu        | Alfa Romeo-Ferrari    | +3,262s  | 54     |
| 15   | 51  | Piettro Fittipaldi | Haas-Ferrari          | +3,520s  | 47     |

### A doua zi: 11 martie
Carlos Sainz Jr. de la Ferrari a stabilit cel mai rapid tur în ziua a 2-a a testelor de presezon în Bahrain, într-o zi marcată de o serie de steaguri roșii.
| Poz. | Nr. | Pilot            | Constructor           | Timpi    | Tururi |
| ---- | --- | ---------------- | --------------------- | -------- | ------ |
| 1    | 55  | Carlos Sainz Jr. | Ferrari               | 1:33,532 | 60     |
| 2    | 1   | Max Verstappen   | Red Bull Racing       | +0,479s  | 86     |
| 3    | 18  | Lance Stroll     | Aston Martin-Mercedes | +0,532s  | 69     |
| 4    | 44  | Lewis Hamilton   | Mercedes              | +0,609s  | 47     |
| 5    | 31  | Esteban Ocon     | Alpine-Renault        | +0,744s  | 111    |
| 6    | 16  | Charles Leclerc  | Ferrari               | +0,834s  | 54     |
| 7    | 4   | Lando Norris     | McLaren-Mercedes      | +1,077s  | 59     |
| 8    | 5   | Sebastian Vettel | Aston Martin-Mercedes | +2,488s  | 46     |
| 9    | 20  | Kevin Magnussen  | Haas-Ferrari          | +2,973s  | 39     |
| 10   | 22  | Yuki Tsunoda     | AlphaTauri-Red Bull   | +3,270s  | 119    |
| 11   | 77  | Valtteri Bottas  | Alfa Romeo-Ferrari    | +3,455s  | 25     |
| 12   | 47  | Mick Schumacher  | Haas-Ferrari          | +4,314s  | 23     |
| 13   | 63  | George Russell   | Mercedes              | +5,053s  | 66     |
| 14   | 6   | Nicholas Latifi  | Williams-Mercedes     | +6,313s  | 12     |
| 15   | 24  | Zhou Guanyu      | Alfa Romeo-Ferrari    | +6,452s  | 48     |

### A treia zi: 12 martie
Campionul mondial în exercițiu, Max Verstappen, a ocupat primul loc în clasamentul din ultima zi a testelor de presezon din Bahrain.
| Poz. | Nr. | Pilot            | Constructor           | Timpi    | Tururi |
| ---- | --- | ---------------- | --------------------- | -------- | ------ |
| 1    | 1   | Max Verstappen   | Red Bull Racing       | 1:31,720 | 53     |
| 2    | 16  | Charles Leclerc  | Ferrari               | +0,695s  | 51     |
| 3    | 14  | Fernando Alonso  | Alpine-Renault        | +0,978s  | 122    |
| 4    | 63  | George Russell   | Mercedes              | +1,039s  | 71     |
| 5    | 77  | Valtteri Bottas  | Alfa Romeo-Ferrari    | +1,265s  | 68     |
| 6    | 22  | Yuki Tsunoda     | AlphaTauri-Red Bull   | +1,282s  | 57     |
| 7    | 11  | Sergio Pérez     | Red Bull Racing       | +1,385s  | 43     |
| 8    | 47  | Mick Schumacher  | Haas-Ferrari          | +1,431s  | 57     |
| 9    | 4   | Lando Norris     | McLaren-Mercedes      | +1,471s  | 90     |
| 10   | 5   | Sebastian Vettel | Aston Martin-Mercedes | +2,101s  | 81     |
| 11   | 24  | Zhou Guanyu      | Alfa Romeo-Ferrari    | +2,239s  | 82     |
| 12   | 10  | Pierre Gasly     | AlphaTauri-Red Bull   | +3,145s  | 91     |
| 13   | 55  | Carlos Sainz Jr. | Ferrari               | +3,185s  | 68     |
| 14   | 23  | Alexander Albon  | Williams-Mercedes     | +3,451s  | 18     |
| 15   | 6   | Nicholas Latifi  | Williams-Mercedes     | +3,914s  | 124    |
| 16   | 18  | Lance Stroll     | Aston Martin-Mercedes | +4,309s  | 53     |
| 17   | 44  | Lewis Hamilton   | Mercedes              | +4,497s  | 78     |
| 18   | 20  | Kevin Magnussen  | Haas-Ferrari          | +6,896s  | 38     |